# Niasvij
Niasvij (en belarús Нясвіж, en rus Несвиж, en lituà Nesvyžius, Nesvij, en polonès Nieswiez) és una ciutat de Belarús. És el centre administratiu del Raion (districte) de Niasvij a la província de Minsk. Es troba allí el Castell de Niasvij i l'església del Corpus Christi, que formen part del Patrimoni de la Humanitat de la UNESCO des del 2007.